# Bourlon Wood Cemetery
Bourlon Wood Cemetery is een Britse militaire begraafplaats met gesneuvelden uit de Eerste Wereldoorlog, gelegen in de Franse gemeente Bourlon (departement Pas-de-Calais). De begraafplaats werd ontworpen door Wilfred Von Berg en heeft een onregelmatig grondplan met een oppervlakte van 874 m². Het terrein ligt op een helling aan het einde van de Rue des Mouches op 540 m ten zuidoosten van het centrum van de gemeente (Église Saint-Martin). De begraafplaats wordt aan drie zijden afgebakend door een natuurstenen muur en aan de noordelijke zijde door een haag. De open toegang aan de oostelijke zijde wordt gemarkeerd door twee paaltjes tussen natuurstenen bloembakken. Het Cross of Sacrifice onmiddellijk na de toegang. De begraafplaats wordt onderhouden door de Commonwealth War Graves Commission. 
Er liggen 245 doden begraven waaronder 11 niet geïdentificeerde.

## Geschiedenis
Ten zuidoosten van de gemeente ligt het Bourlon Wood. Het dorp en het bos waren tijdens de Slag bij Cambrai in 1917 het terrein waar de 40th Division, die met de Guards en de 62nd Division hevige gevechten leverden met de Duitse troepen. Aan het einde van de slag trokken de Britse troepen zich terug uit Bourlon. Het bos en het dorp werden uiteindelijk op 27 september 1918 heroverd door de 3rd Canadian en de 4th Canadian Divisions. 
De begraafplaats werd in oktober 1918 door de Canadian Corps Burial Officer aangelegd. 
Er liggen 234 geïdentificeerde slachtoffers waaronder 10 Britten, 221 Canadezen en 3 Chinezen (tewerkgesteld bij het Chinese Labour Corps). Vijf graven werden later vanuit het slagveld in perk II bijgezet. Behalve de drie Chinezen sneuvelden alle slachtoffers tussen 27 september en 8 oktober 1918.
- Door de Canadese regering werd 275 meter ten zuidwesten van de begraafplaats een monument (Bourlon Wood Memorial) opgericht voor de Canadese slachtoffers die sneuvelden tijdens de verovering van het Canal du Nord en de daaropvolgende opmars naar Bergen en de Rijn.

## Graven
- korporaal John Adams diende onder het alias Patrick O'Shea bij de Canadian Infantry.

### Onderscheiden militairen
- de kapiteins John F. MacIntosh en W. Vernon (Canadian Infantry), de luitenants Harold B. Preston en R.W.F. Price (Canadian Infantry) en luitenant Charles Dayrell Shreve (Canadian Field Artillery) werden onderscheiden met het Military Cross (MC).
- de luitenants Henry Metcalfe en Stanley Graham Moore en compagnie sergeant-majoor Henry Alway (alle drie bij de Canadian Infantry) werden onderscheiden met de Distinguished Conduct Medal (DCM).
- korporaal W.J. Anderson en soldaat Radford Shuter Lane (1st Canadian Mounted Rifles Battalion), sergeant John Peter McNab, korporaal P.J. Anker, soldaat Frank Miller en korporaal E. Payette (Canadian Infantry) werden onderscheiden met de Military Medal (MM). Laatstgenoemde ontving ook het Belgische Oorlogskruis.